# Streptocephalus potosinensis
Streptocephalus potosinensis är en kräftdjursart som beskrevs av Maeda-Martínez, Belk, Obregón-Barboza och Dumont 1995. Streptocephalus potosinensis ingår i släktet Streptocephalus och familjen Streptocephalidae. Inga underarter finns listade i Catalogue of Life.